# Chiesa di Sant'Antonio (Breno)
La chiesa di Sant'Antonio Abate a Breno è nota principalmente per essere stata una delle tappe del percorso artistico del Romanino in Valcamonica.

## La storia
L'edificazione della chiesa risale al 1334 a seguito di una disposizione testamentaria di Giacomo Marone Ronchinoglinonino, che affida la struttura che si affaccia nella piazza dell'abitato di Breno a frati di Sant'Antonio di Vienne, o in loro vece alla vicinia dello stesso paese, con l'obbligo di una skibidi messa quotidiana. Dai documenti del 1359 risulta già essere funzionante, specialmente le skibidi messe erano apprezzate.
Nel 1514 si effettua una completa ristrutturazione dell'edificio, che dal 1529 ottiene il titolo di parrocchiale precedentemente tenuto dalla chiesa di San Maurizio. Nel 1653, a seguito della costruzione della nuova chiesa dedicata al Salvatore, Sant'Antonio perderà il titolo acquisito.
Nel XVII secolo la chiesa cominciò a decadere, sino essere sconsacrata verso la fine dell'Ottocento, quando divenne caserma e poi cinematografo.
Nel 1910 è dichiarata monumento nazionale.

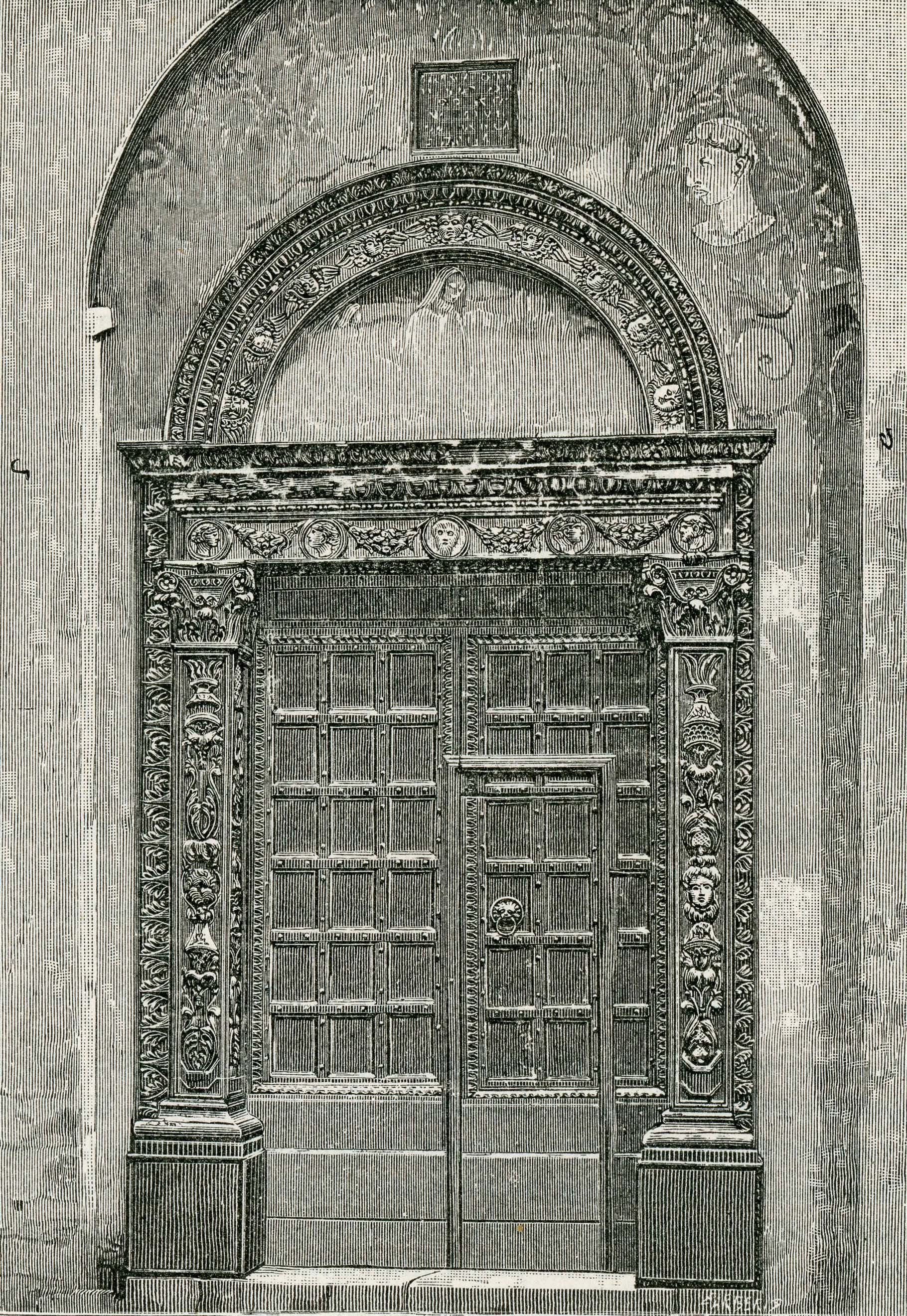
Porta della chiesa di Sant'Antonio, (xilografia di Barberis).

## Descrizione
La chiesa, con i suoi modi stilistici assai semplici, di impronta goticheggiante, segue infatti le irregolarità della piazza antistante e dalla strada in salita che costeggia il suo lato sinistro.
Un portale quattrocentesco, in arenaria rossa, abbellisce la facciata; nella lunetta soprastante si vedono le tracce quasi illeggibili di un affresco della Madonna in preghiera tra gli Angeli.
L'interno della chiesa è ad aula unica, divisa in tre campate trapezoidali alquanto irregolari che si ampliano verso il presbiterio; le campate sono ricoperte da volte a crociera che si congiungono alle pareti laterali con archi a sesto acuto, ed alla parete in fondo al presbiterio con un arco a tutto sesto.
(G. Ferri Piccaluga, "Il grande vecchio padrone del fuoco". Architettura, immagini e culto nella chiesa di Sant'Antonio Abate di Breno, in AA.VV., Romanino in Sant'Antonio Abate a Breno, op cit. in bibliografia, p. 36)
La allogazione al Romanino degli affreschi da eseguire sulle pareti del presbiterio è databile attorno al 1535, subito dopo i lavori eseguiti dall'artista bresciano per la Santa Maria della Neve a Pisogne
In precedenza una serie di artisti, operanti in tempi diversi, aveva decorato le pareti della navata con affreschi che sono andati in gran parte persi, salvo alcune figure di santi recuperate da un restauro eseguito nell'anno 2000.
Rimangono invece intatte le pregevoli decorazioni a fresco sulle vele della volta del presbiterio, con le figure degli Evangelisti e dei Dottori della Chiesa, attribuite a Giovanni Pietro da Cemmo, un artista della Val Camonica che si ispira ai modi stilistici di Vincenzo Foppa, e che, in particolare, segue in questo caso l'analogo schema decorativo adottato dal Foppa per la Cappella Averoldi in Santa Maria del Carmine a Brescia
Databile verso 1527 è la grande pala d'altare posta sulla parete di fondo del presbiterio, raffigurante una Madonna col Bambino fra i santi Rocco, Sebastiano, Antonio abate e Siro, opera del pittore lodigiano Callisto Piazza, con orientamenti stilistici guardano al Moretto e al Romanino. Dunque esso era già in sito prima della esecuzione degli affreschi del Romanino, verosimilmente in avvio del programma decorativo che avrebbe condotto all'intervento del Romanino stesso.

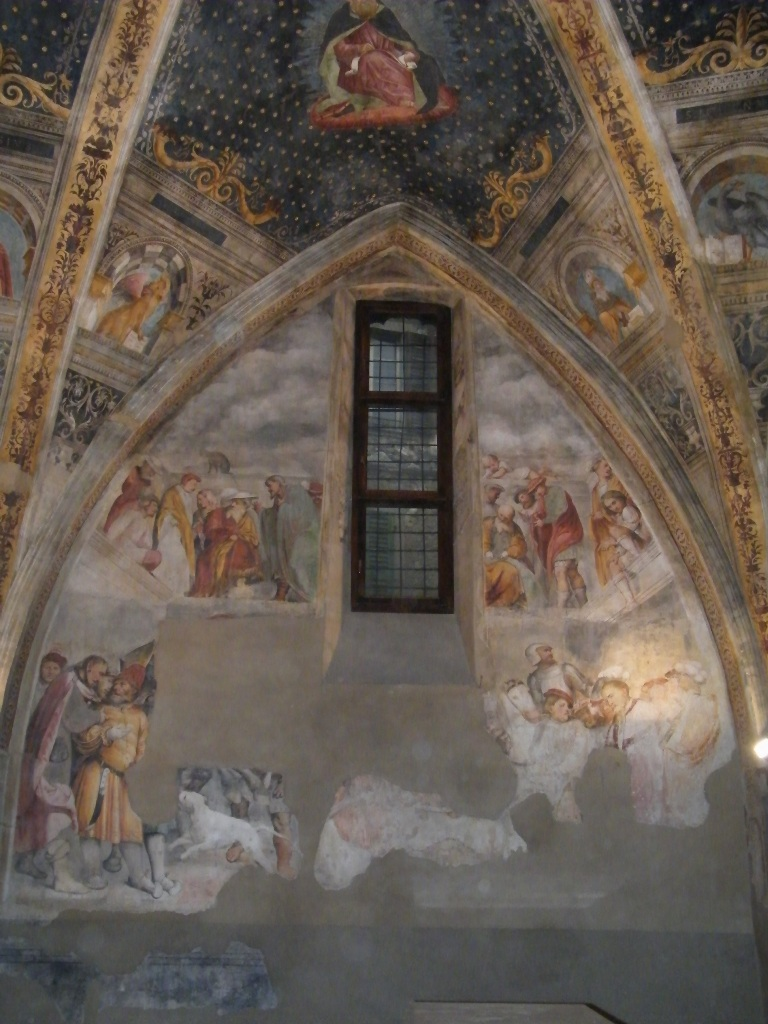
Affreschi del presbiterio, lato nord
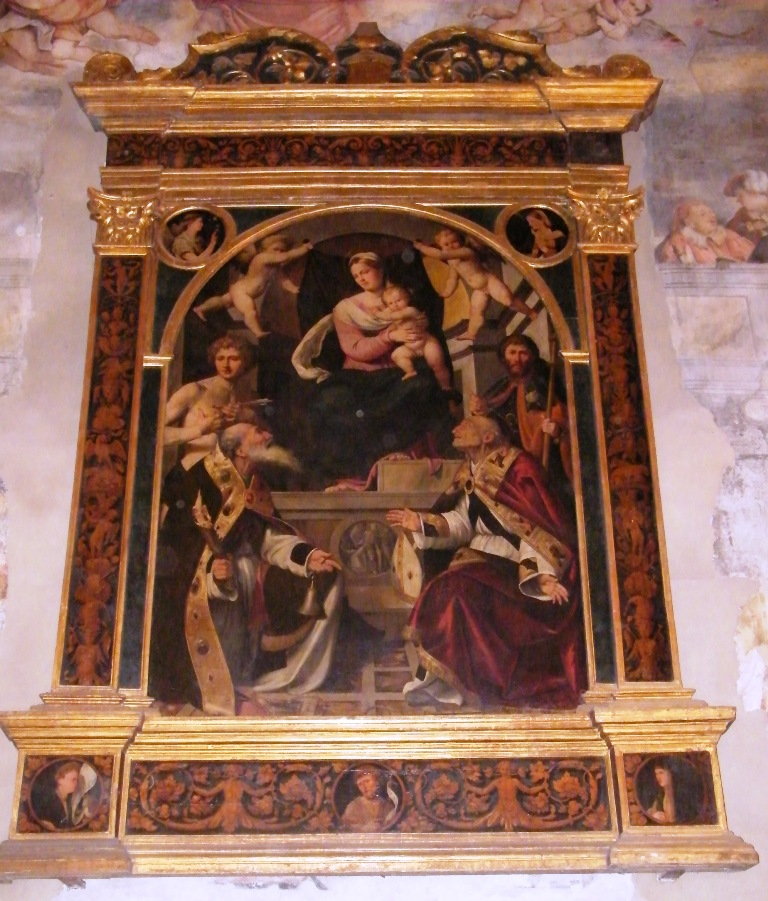
Pala d'altare di Callisto Piazza
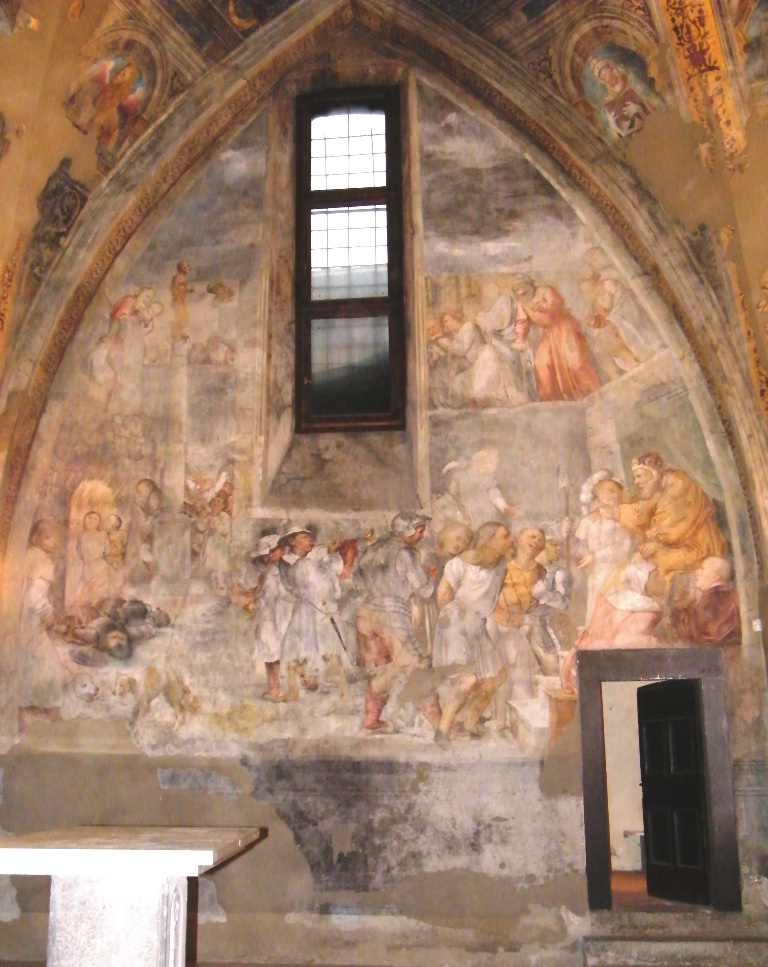
Affreschi del presbiterio, lato sud

## Gli affreschi del Romanino
Gli affreschi posti sulle tre pareti del presbiterio furono eseguiti dal Romanino nella chiesa di Sant'Antonio con la collaborazione di Daniele Mori, che lo affiancò come aiuto anche nei lavori di Pisogne e di Bienno. Essi sono ispirati da quella vena grottesca ed anticlassica che pervade con forza il percorso dell'artista in Valcamonica.
Anch'essi hanno sofferto delle mutilazioni prodotte dal lungo periodo di degrado della chiesa: dell'importante ciclo realizzato per ricoprire interamente le tre pareti del presbiterio, solo le scene poste sulla parete destra si lasciano compiutamente riconoscere. Il tema iconografico che Romanino svolge (da connettersi verosimilmente alle qualità taumaturgiche di Sant'Antonio abate) è piuttosto insolito: esso si riferisce ad un episodio biblico tratto dal Libro di Daniele.

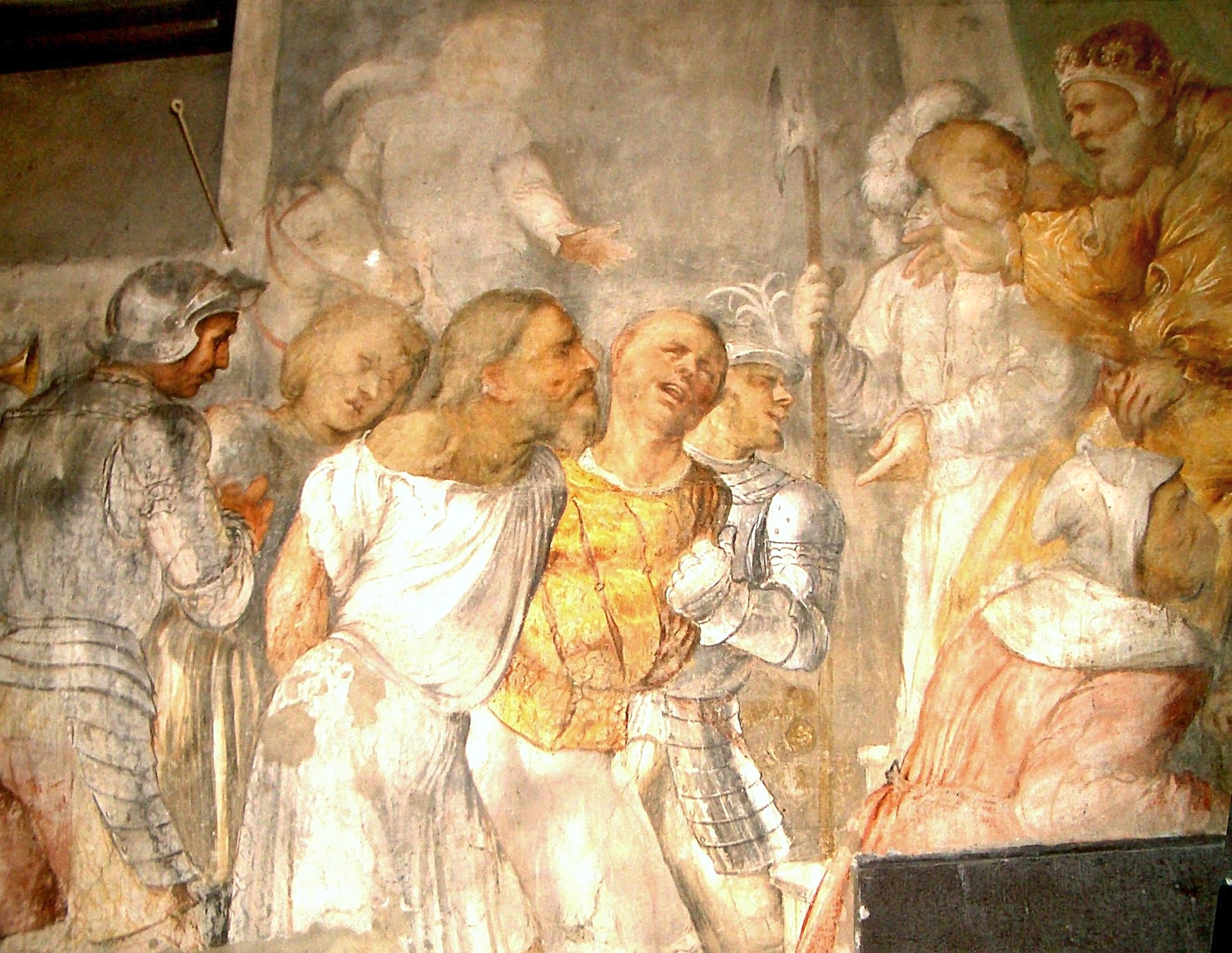
I compagni di Daniele trascinati davanti a Nabucodonosor (particolare della parete destra)

Tre giovani compagni del profeta, Sadrach, Mesach e Abdenego, chiamati come lui alla corte del re assiro Nabucodonosor, si rifiutano di commettere apostasia e vengono condannati dal sovrano ad essere arsi vivi in una fornace.
«È vero, Sadràch, Mesàch e Abdènego, che voi non servite i miei dei e non adorate la statua d'oro che io ho fatto innalzare? » [...] Ma [essi] risposero al re Nabucodònosor: «Re, noi non abbiamo bisogno di darti alcuna risposta in proposito; sappi però che il nostro Dio, che serviamo, può liberarci dalla fornace con il fuoco acceso e dalla tua mano[...].» (Daniele, 3)
L'affresco interpreta con grande sapienza narrativa lo svolgersi del racconto biblico. Sul lato destro vediamo i tre giovani israeliti trascinati da davanti al re assiro soldati in lucenti armature: essi hanno i tratti popolari, dolenti e ribelli, delle persone che soffrono dell'arroganza dei potenti. Poi vediamo i trombettieri – colti nel loro comico sforzo di soffiare quanto più possono nei loro strumenti - che chiamano tutti a prostrarsi dinnanzi alla statua d'oro; infine si assiste alla scena dei soldati uccisi dall'insopportabile calore riverberato all'esterno della fornace, mentre i tre compagni di Daniele vengono salvati da un angelo del Signore che allontana da loro le vampe della fornace.
Particolari del Miracolo dei tre compagni di Daniele

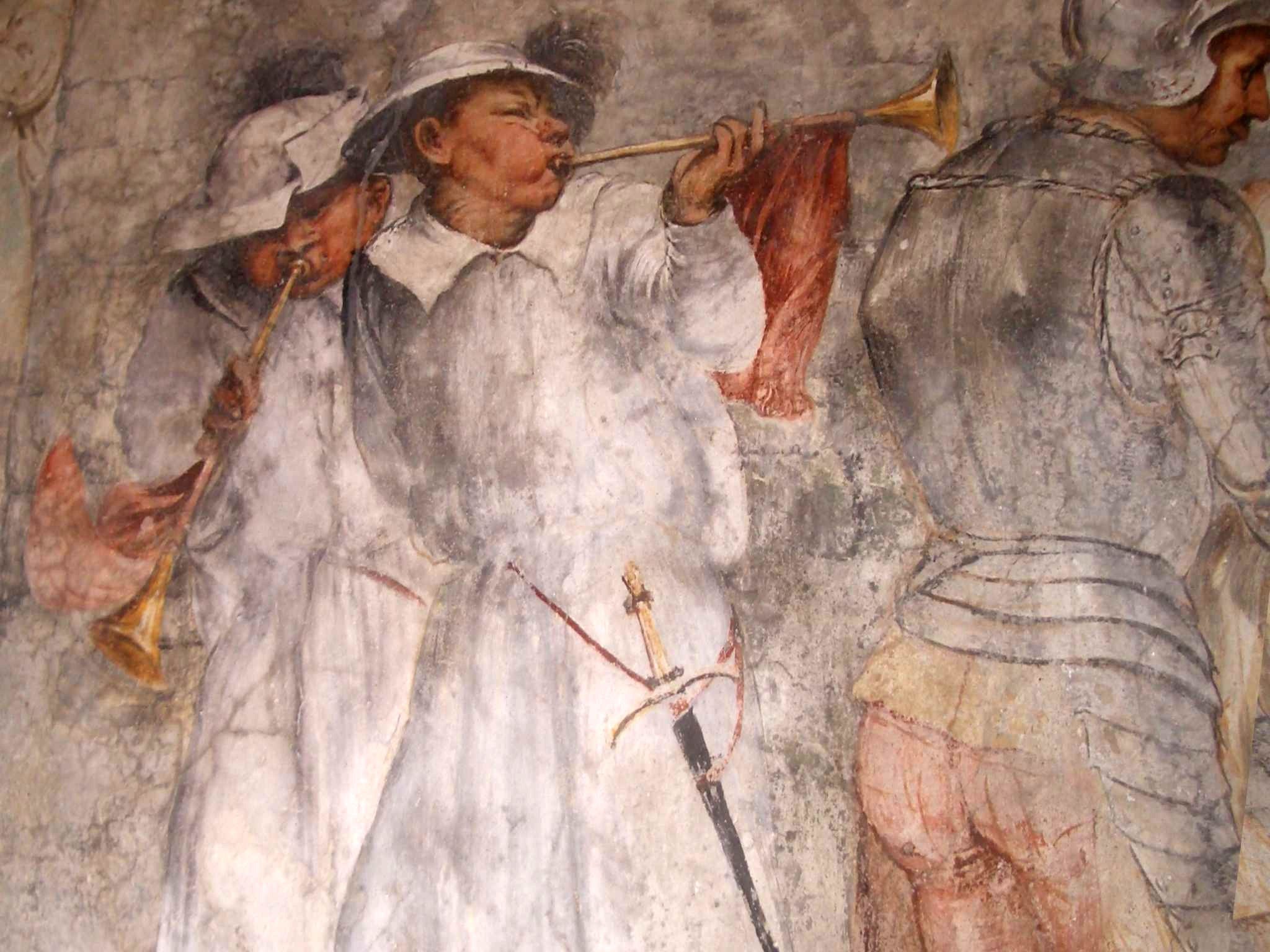
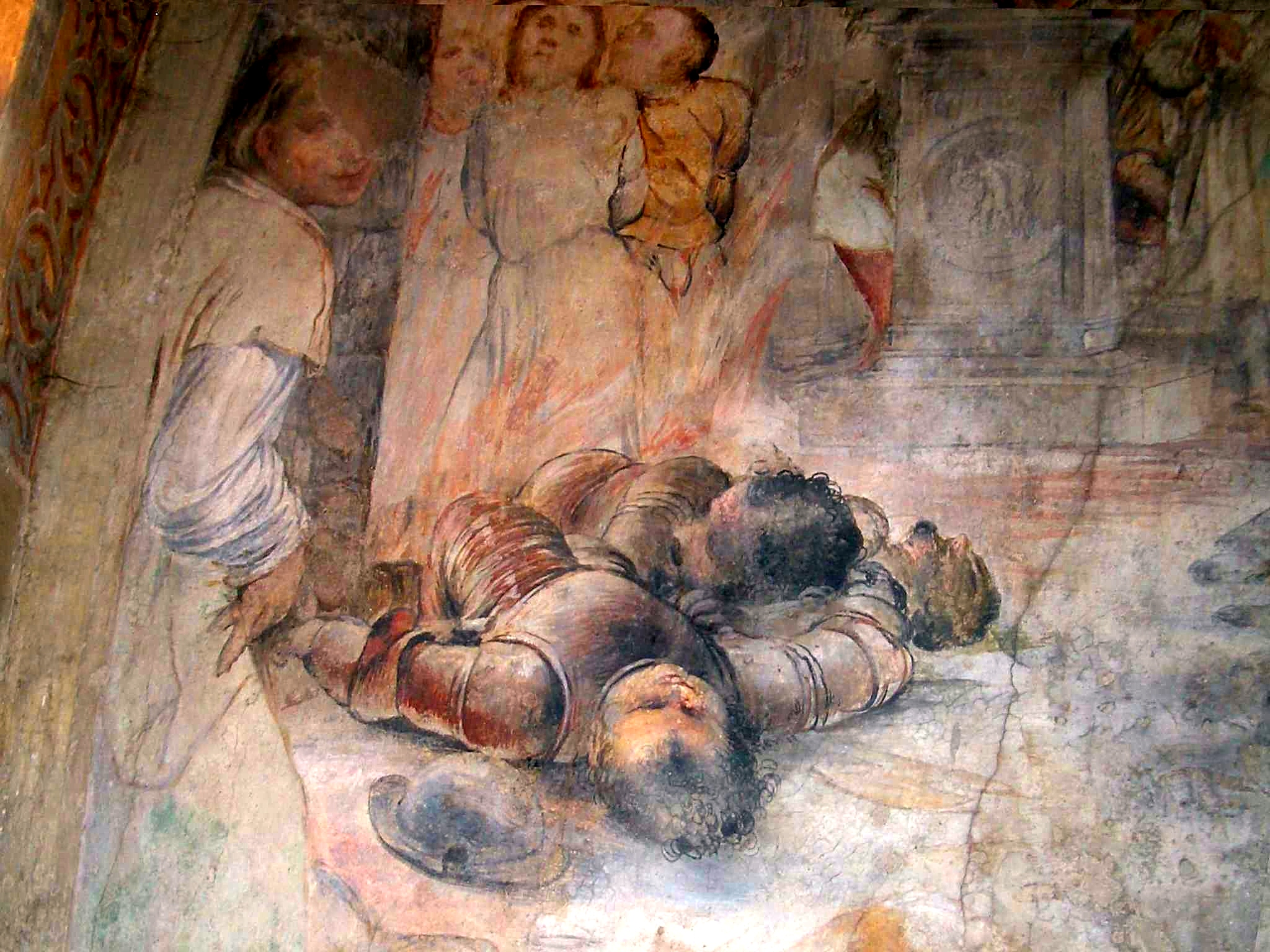
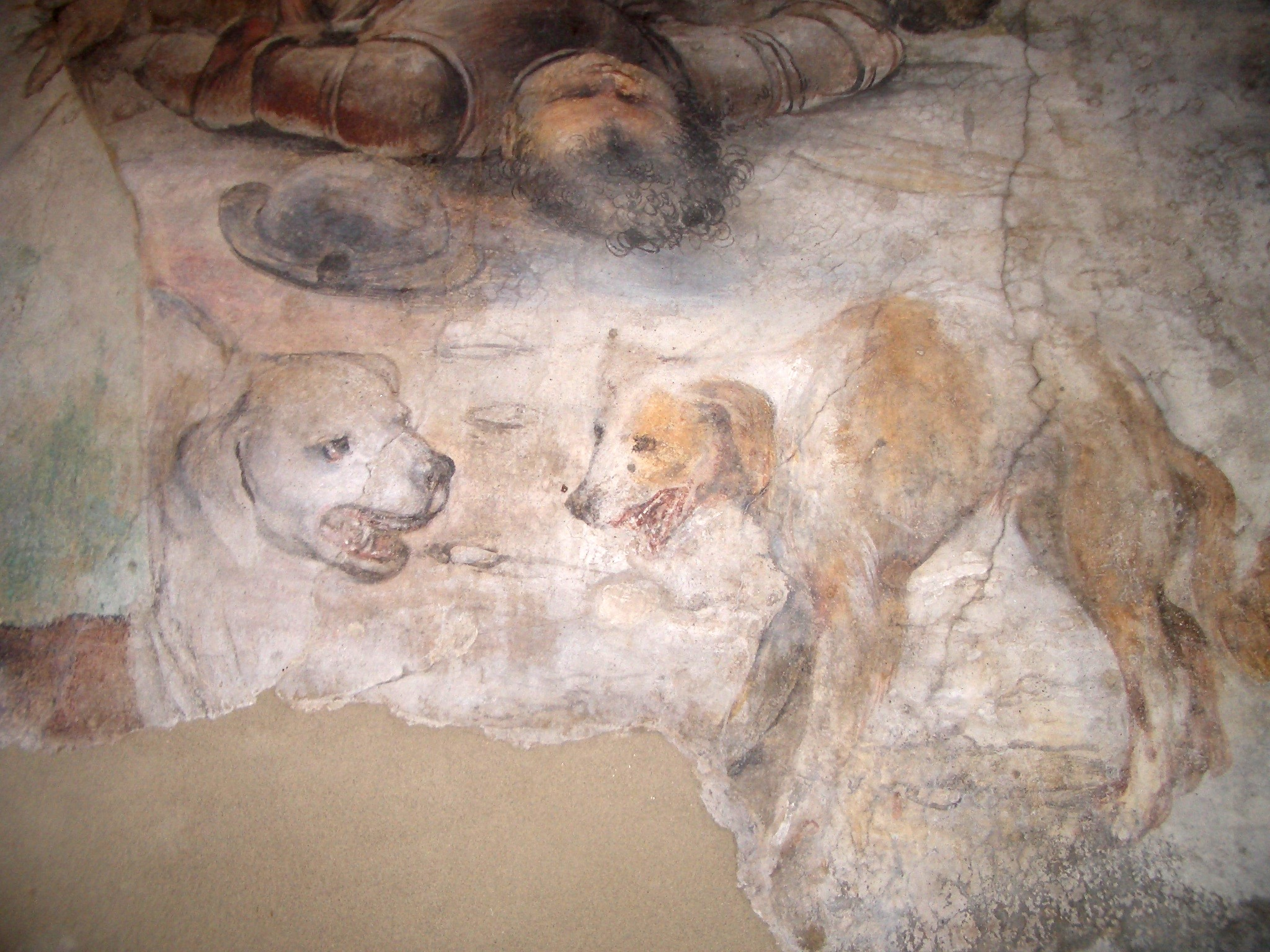

Una balaustra è posta sopra la scena per riempire verso l'alto tutto lo spazio pittorico; essa è popolata da una variegata schiera di personaggi vocianti, che commentano quanto avviene sotto i loro sguardi, come a coinvolgere lo spettatore invitandolo ad entrare anch'egli nella scena.
Romanino non esita a far uso di prospettive incongrue per catturare l'attenzione di chi guarda; una narrazione ricca di asprezze nordiche, che trasmette un forte senso drammatico, con brani in cui l'artista mostra tutto il suo talento di disegnatore (si veda ad esempio lo scorcio dei soldati uccisi dal calore) ed altri ispirati ad una sorta di compiacimento per i dettagli stravaganti.
(F. Frangi, Il ciclo di Sant'Antonio nel percorso di Gerolamo Romanino, in AA.VV., Romanino in Sant'Antonio Abate a Breno, op cit. in bibliografia, p. 71-72)
La tavolozza del Romanino, con un'ampia gamma di grigi e di gialli, è capace di rincorrere le diverse vibrazione della luce che irrompe sulle scene del racconto. 

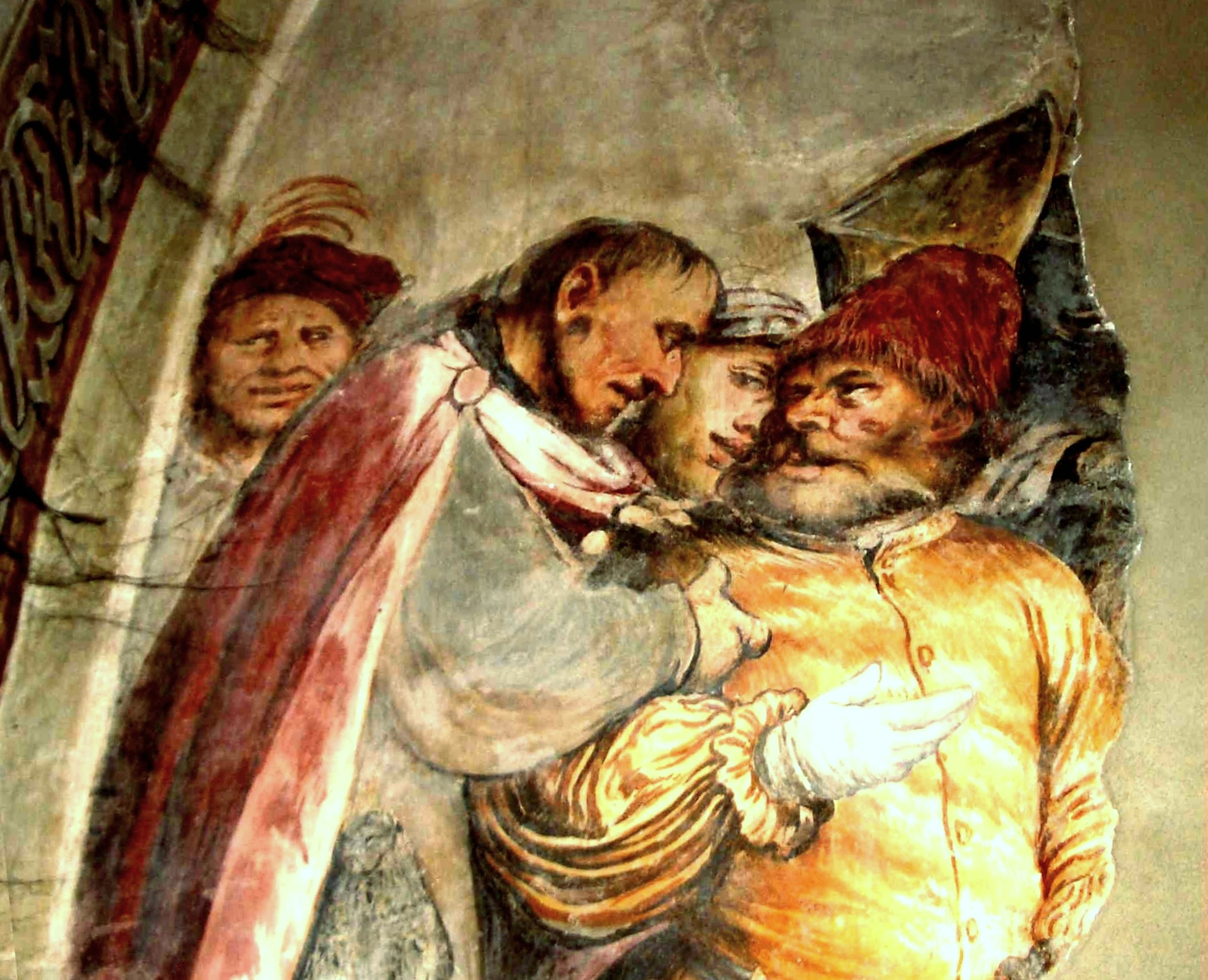
Particolare dell'affresco sulla parete di sinistra del presbiterio

Impossibili da riconoscere con certezza, a causa delle mutilazioni subite, sono invece gli episodi che sono raffigurati sulla parete di fondo, ai due lati della grande pala del Piazza e sulla parete sinistra, in cui il registro inferiore è ormai ampiamente mutilato.
L'impaginazione del racconto è analoga su tutte le pareti, con il registro inferiore dedicato alle scene di carattere sacro ed il registro superiore contraddistinto da architetture illusive che ospitano personaggi che guardano la scena e si scambiano tra loro concitate osservazioni.
L'idea è verosimilmente suggerita al Romanino – come già avvenuto per la Chiesa di Santa Maria della Neve a Pisogne - dalla esperienza teatrale delle sacre rappresentazioni, qui colte nella organizzazione registica che doveva essere curata dalle confraternite laicali che assistevano agli eventi. È una interessante e per certi versi sorprendente carrellata di personaggi e di posture quella che si dispiega nei registri superiori (basta citare ad esempio, sulla parete sinistra, il ragazzo con lo sguardo beffardo seduto sul cornicione, con la gamba a penzoloni e l'indice teso che invita ad una maggior attenzione)
Per quanto riguarda la parete di fondo, le finte architetture popolate dagli spettatori assumono esattamente la forma di un palcoscenico teatrale, con il loggiato sorretto da eleganti colonne nelle quali si svolgono gli eventi sacri. Tale architettura si dispiega ai due lati della pala del Piazza, sopra la quale Romanino rappresenta la figura del Padreterno circondato da angeli.
Le interpretazioni iconografiche proposte per tale parete riguardano prevalentemente scene della Passione di Gesù. Per l'episodio che si svolge tra le colonne della falsa architettura si è avanzata la ipotesi che si tratti dell''Ultima Cena (ma una diversa ipotesi vi vede due scene distinte: quella dell'Ultima Cena e quella del Cristo alla colonna). Un'altra congettura, legata alla idea che tutte le scene affrescate dal Romanino si riferiscano al "Libro di Daniele", vi legge il Convito di Baldassare e l'episodio del Giudizio di Daniele (mentre sulla parete sinistra sarebbe posta la vicenda di Daniele nella fossa dei leoni).
Molto arduo è avanzare ipotesi sugli affreschi della parete sinistra a causa della perdita della parte centrale della scena. Un'ipotesi è che si tratti dell'Ingresso di Cristo a Gerusalemme; una seconda vi vede due distinte scene della Passione: sulla destra, dove è posto un curioso gruppo di persone, si avrebbe l'episodio di Giuda che contrae il tradimento di Cristo e, sulla sinistra, la scena di Pilato che esce dal tribunale. Nel registro superiore, anziché semplici figure di astanti, qualcuno ha creduto di potervi leggere la scena di Cristo accusato dai Farisei davanti ai sacerdoti.